# Шеримкулов, Медеткан Шеримкулович
Медеткан Шеримкулович Шеримкулов (род. 1939) — советский и киргизский политический и государственный деятель, председатель Верховного Совета Кыргызстана (1990—1993). Герой Киргизской Республики (2022). Кавалер ордена Манас ll степени (2009).

## Биография
Родился 17 ноября 1939 года.
В 1967 году окончил Киргизский государственный университет. С 1970 года он работает преподавателем Киргизского государственного университета. Кандидат философских наук. Доктор политических наук.
В 1971—1973 инструктор науки и учебных заведений при ЦК Киргизии. В 1973-76. Руководитель Госспецхоза. В 1976-80. Первый секретарь Иссык-Кульского обкома КПК.В 1980-85. Работал в отделе агитации и пропаганды ЦК Киргизии. С 1985 по 1986. Ректор института физической культуры. С 1986 по 1987 председатель Контрольной комиссии Киргизии. В 1987-90. Секретарь ЦК Компартии Кыргызстана по идеологии.
Был спикером Верховного Совета Киргизии в 1990—1993 годах, затем работал чрезвычайном и полономочным послом в Турции и Иране. С мая 2019 года состоит в партии Улу-Жуурт.
Кандидат на пост президента Киргизии на выборах 1995.

## Награды
- Орден «Содружество» (25 марта 2002 года, Совет Межпарламентской Ассамблеи государств — участников Содружества Независимых Государств) — за активное участие в деятельности Межпарламентской Ассамблеи и её органов, вклад в укрепление дружбы между народами государств — участников Содружества[2].
- Медаль «МПА СНГ. 25 лет» (27 марта 2017 года, Межпарламентская ассамблея СНГ) — за заслуги в деле развития и укрепления парламентаризма, за вклад в развитие и совершенствование правовых основ функционирования Содружества Независимых Государств, укрепление международных связей и межпарламентского сотрудничества[3].